# Uranotaenia clara
Uranotaenia clara är en tvåvingeart som beskrevs av Dyar och Shannon 1925. Uranotaenia clara ingår i släktet Uranotaenia och familjen stickmyggor.
Artens utbredningsområde är Filippinerna. Inga underarter finns listade i Catalogue of Life.